# Cord L-29
Pour les articles homonymes, voir Cord, L-29 et 29.
La Cord L-29 est une voiture de prestige du constructeur automobile américain Cord Automobile, construite à 5010 exemplaires entre 1929 et 1931 (première voiture américaine de série à traction avant de l’histoire de l'automobile, avant la Citroën Traction Avant de 1934).

## Historique
Errett Cord fonde Cord Automobile en 1929 (deux mois avant le krach de 1929 suivi de la Grande Dépression). Il présente ce premier modèle Cord L-29 de la marque au salon de l'automobile de New York de novembre 1929 (dix jours après le krach de Wall Street) pour ajouter un modèle de voiture de prestige à son nom, intermédiaire entre ses Auburn et ses Duesenberg J, JN, SJ et SSJ d'élite[réf. nécessaire]. 

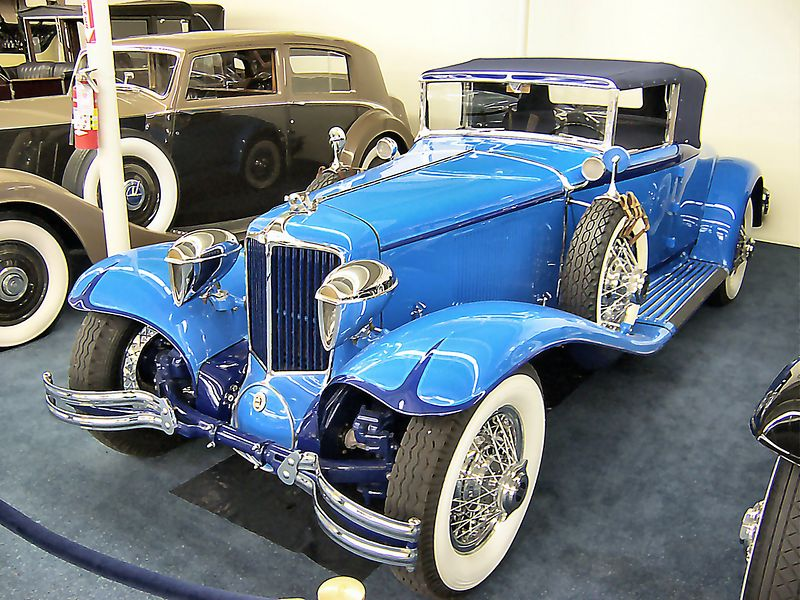
Coupé-cabriolet
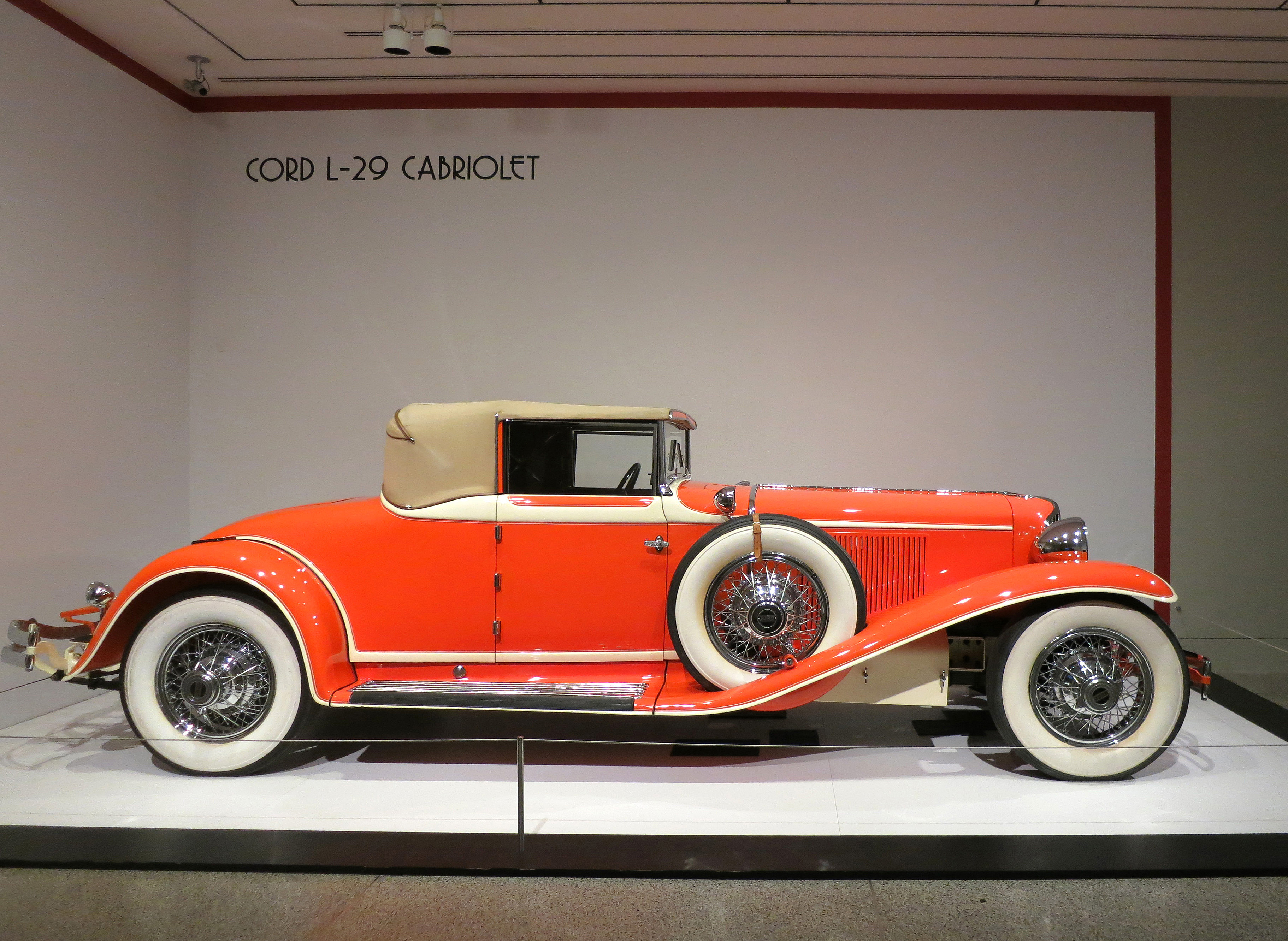
Coupé-cabriolet
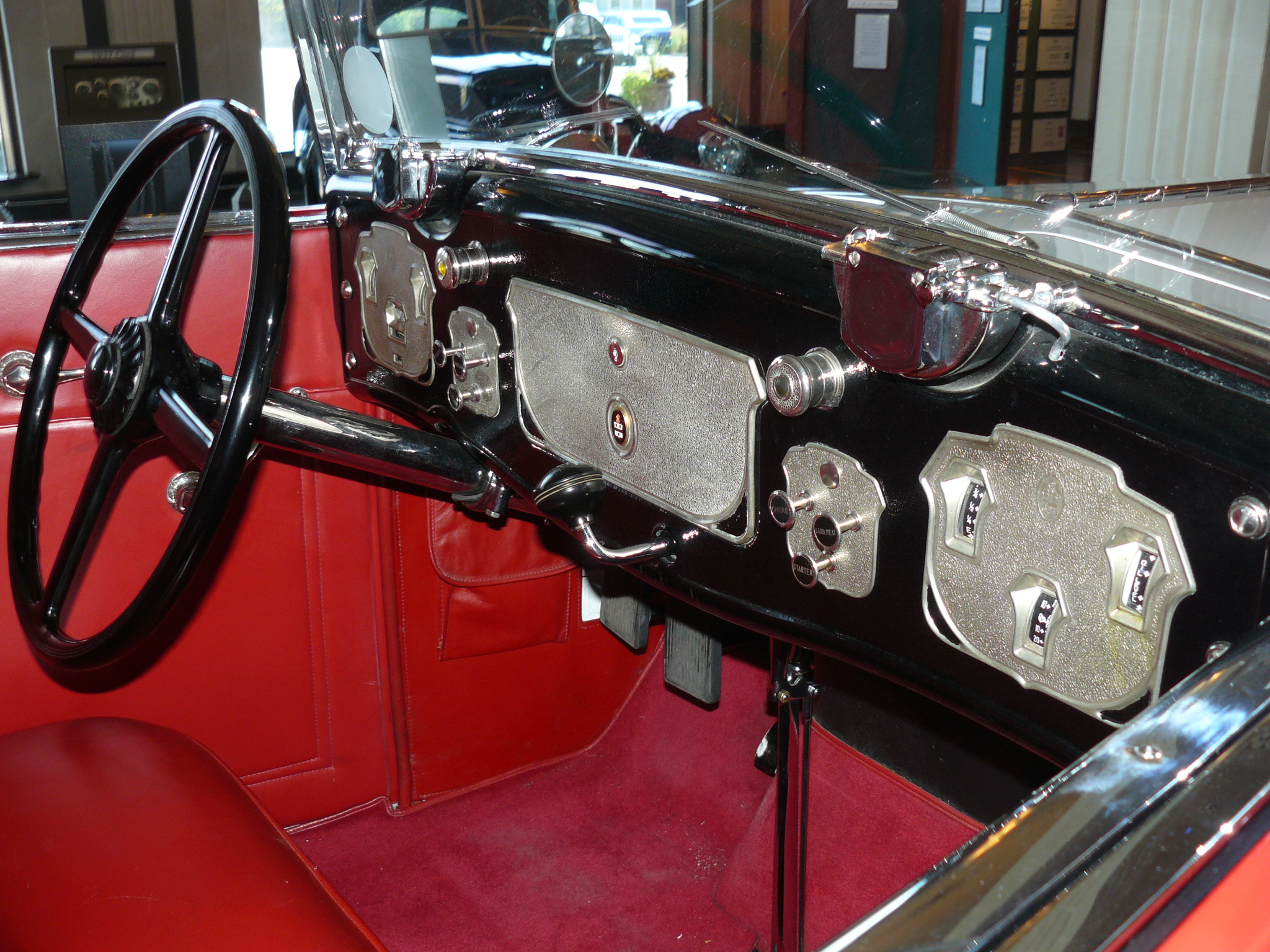
Tableau de bord Art déco

À la suite du prototype Cord L-27 de 1927, elle est développée par Harry Miller (constructeur des voitures de course victorieuses des 500 miles d'Indianapolis de l'époque) dont elle hérite des meilleurs solutions techniques : première voiture de série traction avant de l’histoire de l'automobile (avant la Citroën Traction Avant de 1934) avec entre autres essieu De Dion à suspension semi-indépendante, premier châssis américain rigide en forme de croix en X, freins à tambour hydrauliques Lockheed aux quatre roues, le tout motorisé par un moteur d'avion huit cylindres en ligne Lycoming Engines, à soupapes latérales, de 4,8 litres pour 125 ch, pour 130 Km/h de vitesse de pointe. 

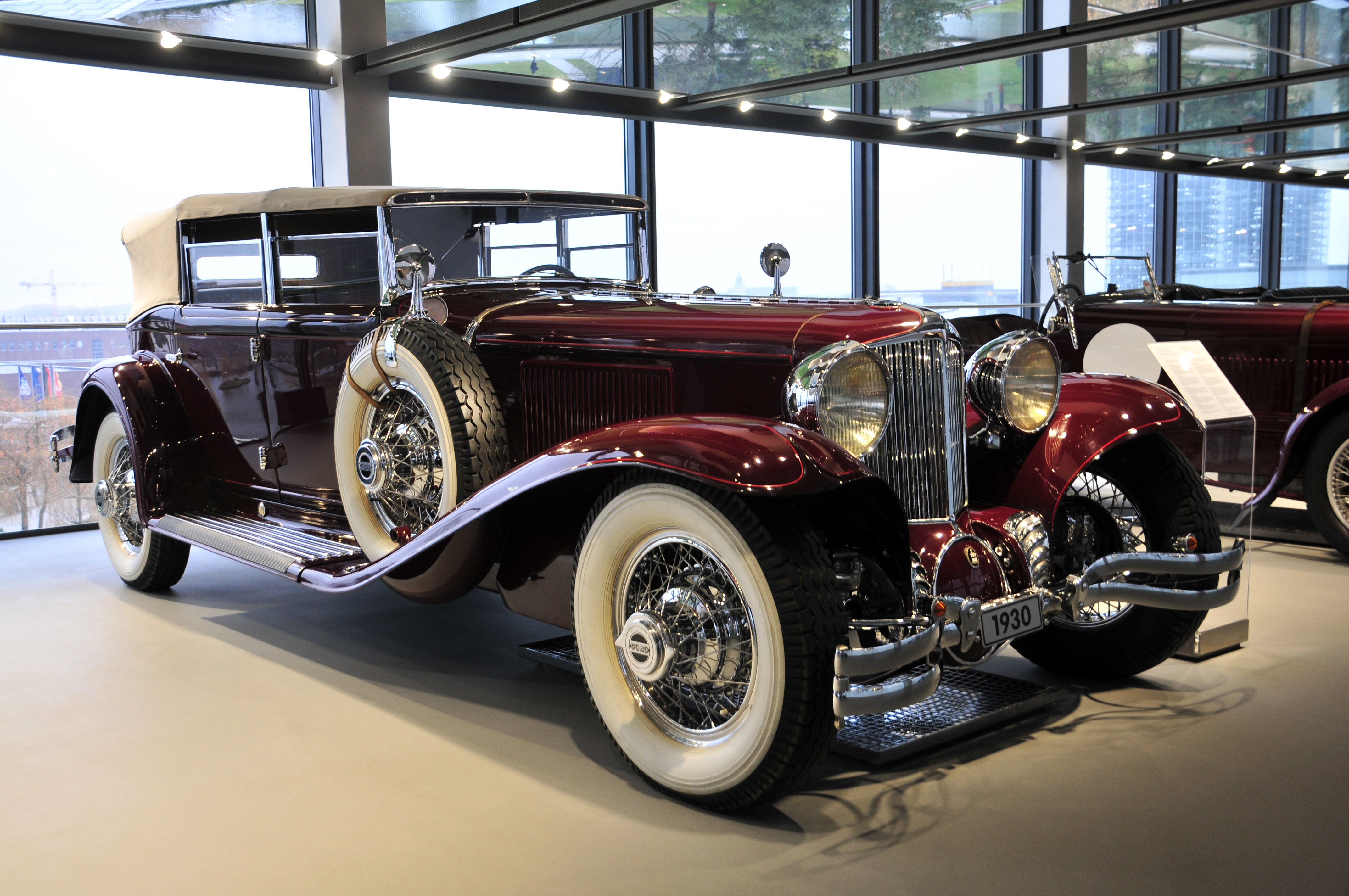
Phaeton Sedan cabriolet
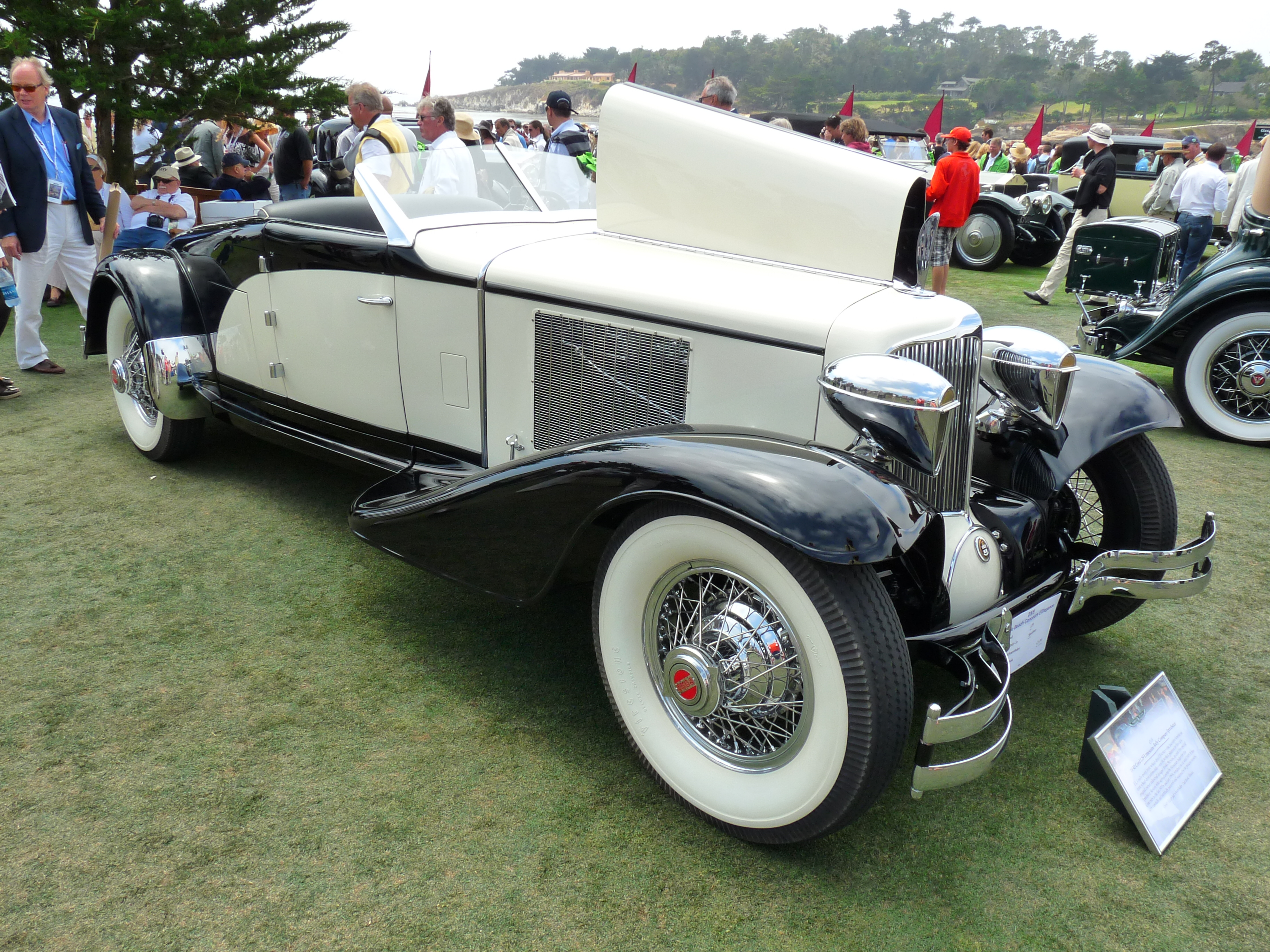
Speedster Limousine de Brooks Stevens
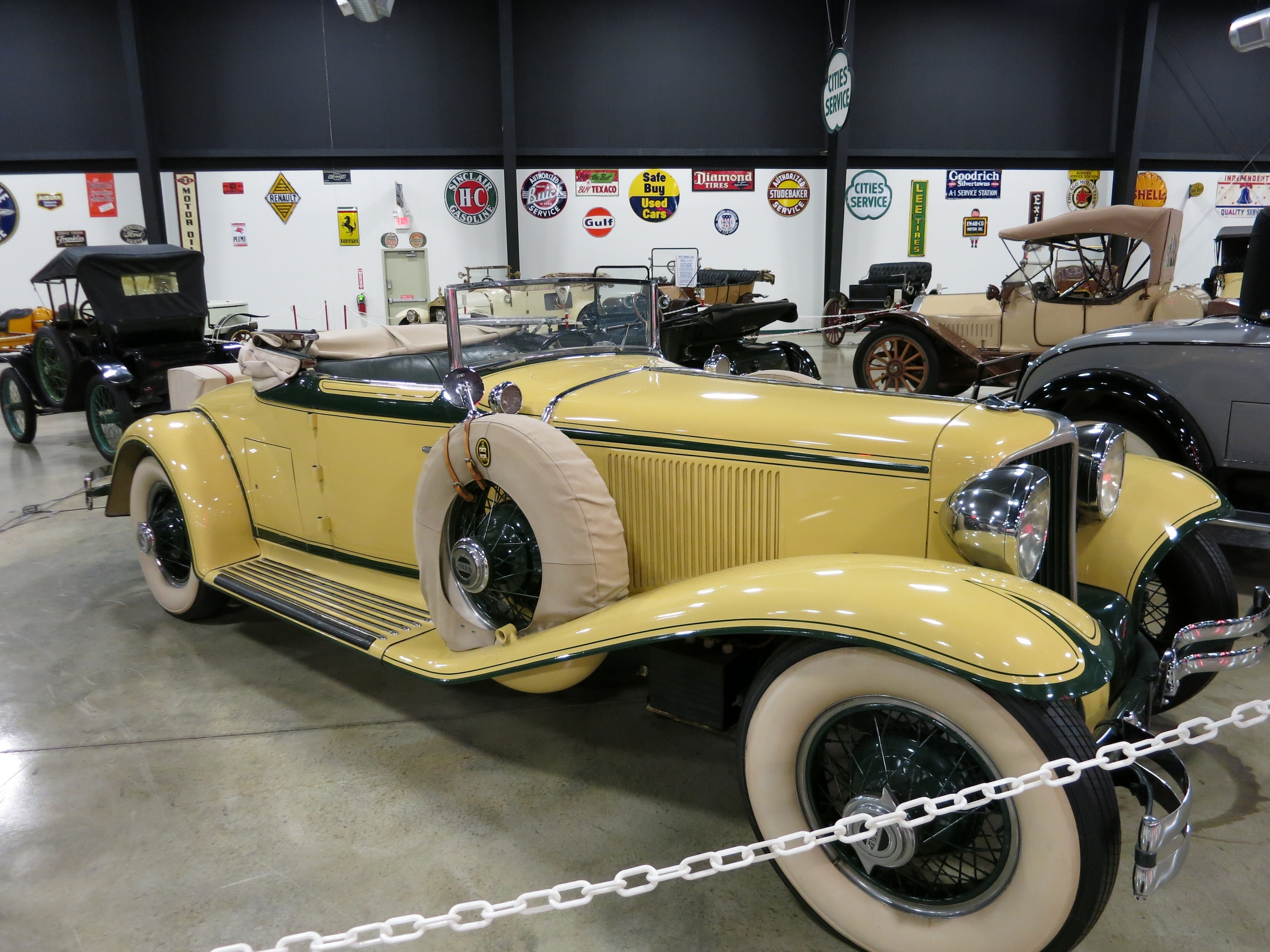
Coupé-cabriolet
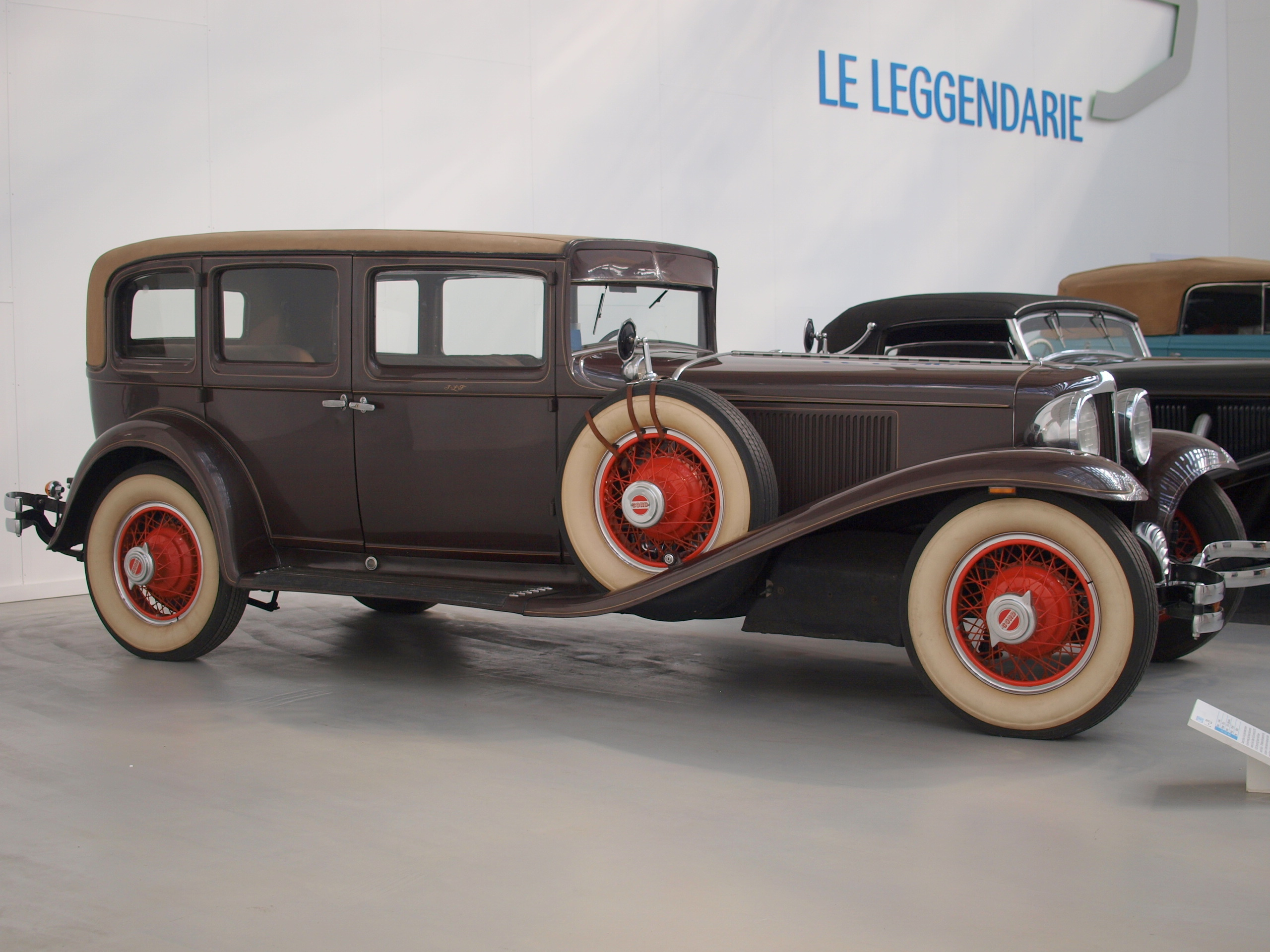
Limousine

Elle est proposée en quatre types de carrosseries constructeurs : berline Sedan, berline Brougham, coupé cabriolet, et phaéton Sedan cabriolet, ou bien vendue sous forme de châssis-moteur carrossable par des carrossiers indépendants. Elle remporte à l’époque de nombreux concours d'élégance d'Amérique et d'Europe. Le krach de 1929 empêche le lancement du modèle Cord L-30 suivant de 1930, à moteur V12. Les Cord 810 et Cord 812 lui succède en 1936. 